# Io, io, io... e gli altri
Io, io, io.... e gli altri (bra Eu... Eu... Eu... e os Outros, ou apenas Eu... Eu... e os Outros) é um filme franco-italiano de 1966, dirigido por Alessandro Blasetti.